# Heliotropium zeylanicum
Heliotropium zeylanicum är en strävbladig växtart som först beskrevs av Nicolaas Laurens Nicolaus Laurent Burman, och fick sitt nu gällande namn av Jean-Baptiste de Lamarck. Heliotropium zeylanicum ingår i Heliotropsläktet som ingår i familjen strävbladiga växter. Inga underarter finns listade i Catalogue of Life.